# Bolums socken, Kinne härad
Se även: Bolums socken, Valle härad
Bolum var en socken i Kinne härad i Västergötland. Den ingår nu i Götene kommun i den del av Västra Götalands län som tidigare ingick i Skaraborgs län.
Omkring 1545 införlivades Bolum med Fullösa socken. 

## Bolums kyrka[1]
Denna kyrka låg på en plats belägen vid gården Ödekyrkas trädgård, 2 kilometer öster om Fullösa kyrka. Då Bolums socken förenades med Fullösa socken, lät man kyrkan förfalla. I mitten av 1600-talet forslades sten från kyrkoruinen till Forshems kyrka, där den användes för att anlägga ett gravkor åt Stakesläkten. Detta gravkor utgör idag Forshems kyrkas sakristia. En minnessten är rest på platsen, vilken har inskriptionen: "Här stod Bolums medeltida kyrka, riven på 1600-talet. Hembygdsföreningen reste stenen 1976. 
Kyrkan var uppbyggd av sandstensblock och planen bestod av ett långhus med ett lägre och smalare rakt avslutat kor. Platsen grävdes ut i juni 1976 varvid kyrkans mått fastställdes till långhus 5,30x8 meter; kor 3,20x3,30 meter. Murarna var omkring 1 meter tjocka.

Bland inventarier som bevarats märks en dopfunt av sandsten i två delar, som har svåra skador. Därtill även en del av en piscina av grå kalksten. Båda föremålen finns nu i Fullösa kyrka.

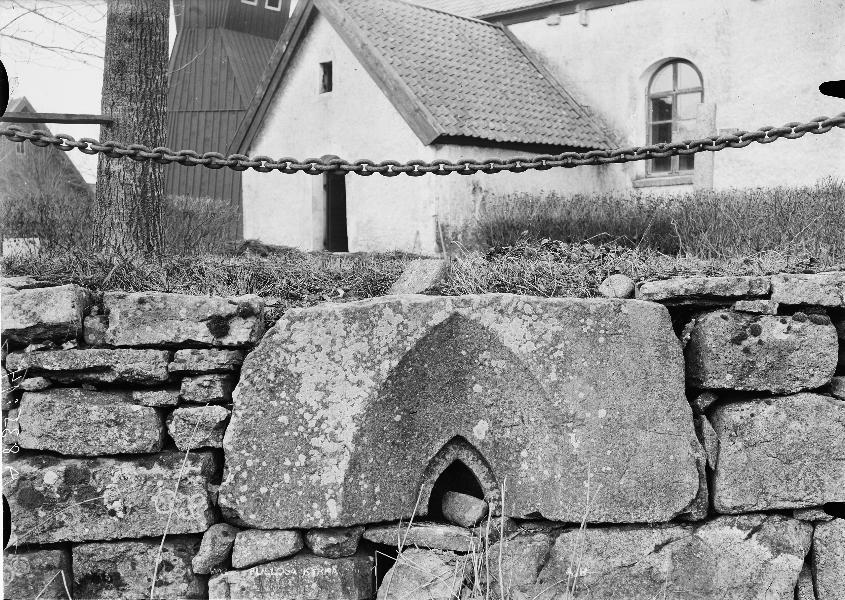
Del av piscinan i muren till Fullösa kyrka.
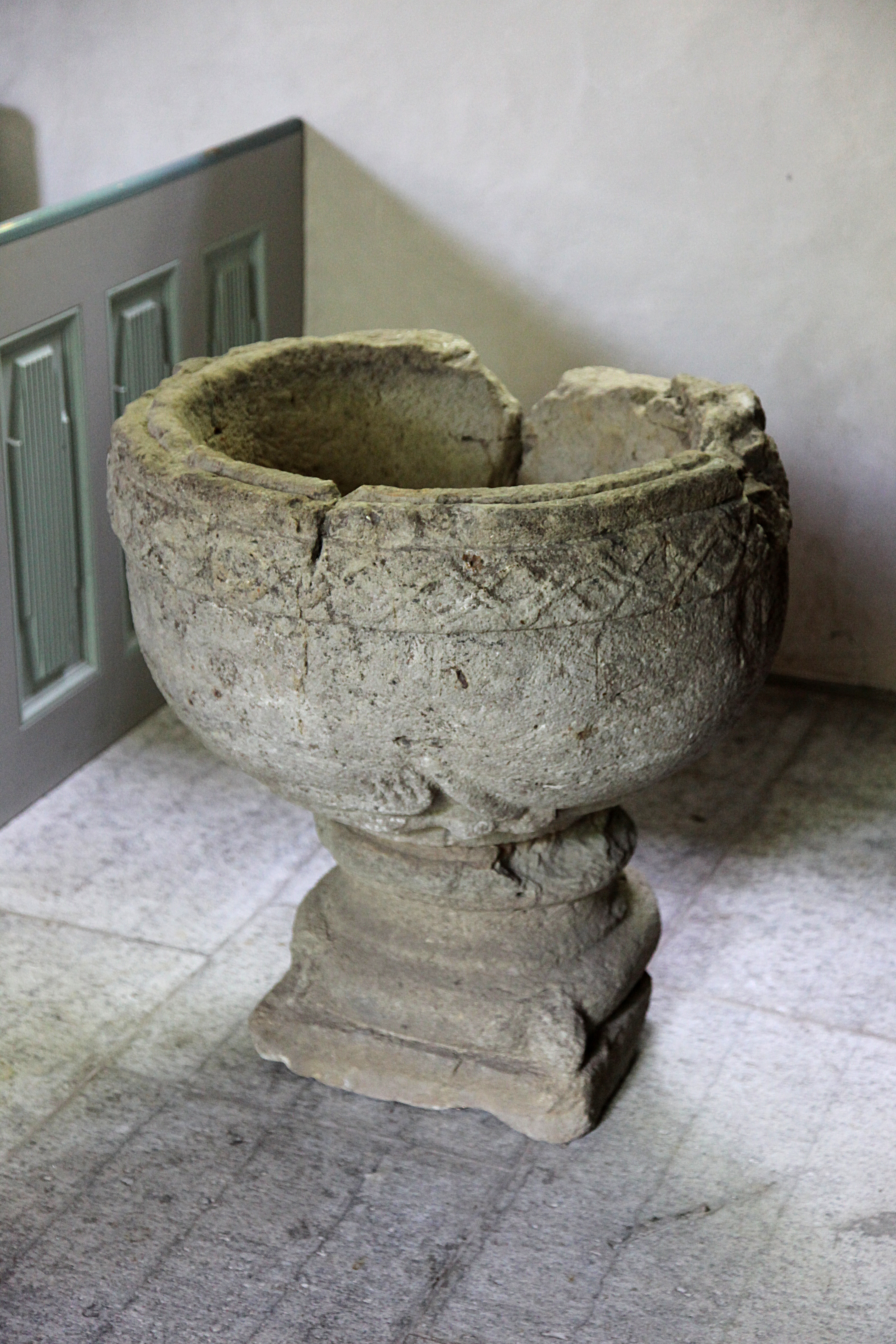
Dopfunten, daterad till ca. 1200
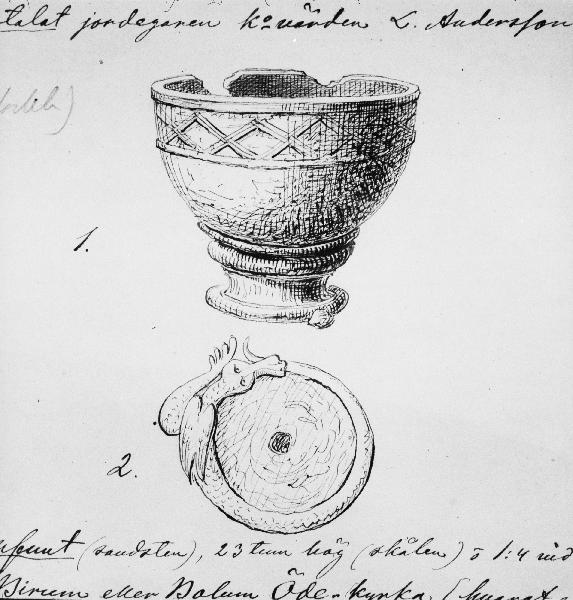
Dopfunten med uttömningshål och en drake som omslingrar cuppans bas. Teckning 1863.